# Хераклейска Пелагонийска епархия (Римокатолическа църква)
 Тази статия е за римокатолическата епархия.  За историческата и православната вижте Хераклейска Пелагонийска епархия.  
Хераклейската Пелагонийска епархия (на латински: Dioecesis Heracleensis Pelagoniae) е титулярна епископия на Римокатолическата църква с номинално седалище в македонския град Хераклея Линкестис, Република Македония. Епархията е подчинена на Солунската архиепископия. Като титулярна епископия е установена в 1933 година. Епархията няма епископски назначения.